# Покоління Альфа

Схема поколінь Західного світу. Оранжевим кольором помічено покоління Альфа

Покол́іння А́льфа (англ. Generation Alpha, скорочено Gen Alpha) — термін, що застосовується відносно людей, які народились приблизно між початком-серединою 2010-х років та серединою 2020-х років. Відповідає теорії поколінь, створеній Нілом Гоувом та Вільямом Штраусом. Названо на честь першої букви грецької абетки (α). Покоління Альфа — перше покоління, що повністю народилось в XXI столітті. Більшість представників покоління Альфа — діти міленіалів, рідше — зумерів.
Покоління Альфа народилось в часи падіння рівня народжуваності в більшості країн світу. В ранньому дитинстві їм довелось зіткнутись з наслідками пандемії COVID-19. Серед дитячих розваг все більше домінують електронні технології, соціальні мережі та потокові медіа, одночасно падає інтерес до традиційного телебачення. Використання нових технологій в навчальних класах та інших аспектах життя вплинуло на те, як діти покоління Альфа засвоюють інформацію з раннього дитинства. Як показують дослідження, алергії, ожиріння, проблеми зі здоров'ям, пов'язані з часом, проведеним за монітором стають все більш поширеними серед дітей в останні роки.

## Термінологія
Назва «Покоління Альфа», за словами Марка Маккріндла, якому приписують цей термін, виникла на основі опитування, проведеного в 2008 році австралійським консалтинговим агентством McCrindle Research. В інтерв'ю 2015 року Маккріндл розповідав, як його команда прийшла до такої назви:
|  | Коли я працював над своєю книгою «The ABC of XYZ: Understanding the Global Generations» (опублікованій в 2009 році), стало очевидно, що незабаром з'явиться нове покоління, а назви для нього немає. Тому я провів опитування (ми ж дослідники, врешті-решт), щоб дізнатись, як, на думку людей, повинно називатись покоління після Z, і хоча було багато пропозицій, найчастіше зустрічалось покоління А, покоління Альфа теж мало декілька згадувань, тому я зупинився на ньому як назву розділу «За межами Z: знайомтесь, покоління Альфа». Це просто мало сенс, оскільки відповідало науковій номенклатурі, яка використовує грецький алфавіт замість латинського і не було сенсу повертатись до А, зрештою, вони — перше покоління, що народилось в XXI столітті, тому вони — початок чогось нового, а не повернення до старого. |

Агентство McCrindle Research також надихалось назвою ураганів, зокрема, сезоном атлантичних ураганів 2005 року, коли назви, що починались з літер латинського алфавіту добігли кінця і останні шість ураганів були названі буквами грецького алфавіту від альфа до дзета.
Існують припущення, що глобальний вплив пандемії COVID-19 стане визначаючою подією для цього покоління і пов'язані з цим пропозиції назви «Покоління C» для тих, кто народився чи виріс під час пандемії.

## Часові рамки
Поки що немає загального консенсусу щодо років народження покоління Альфа. Протягом багатьох років в медіа точкою відліку фігурували такі роки як 2010, 2011, 2012 , 2013 або «початок 2010-х». В останні роки, однак, з'являється більший консенсус стосовно 2010 або 2011 року. У книзі «Покоління Альфа» 2023 року від Марка Маккріндла, якому, як правило, приписують авторство терміну, «покоління Альфа» визначається як «покоління, яке народилося між 2010 і 2024 роками».
Покоління Альфа — це наймолодші люди, які живуть сьогодні. Джерела припускають, що останні представники цього покоління народяться в середині 2020-х, часто вказуючи конкретно на 2024 або 2025 роки.

## Демографія
Станом на 2015 рік у світі щотижня народжувалося близько двох з половиною мільйонів людей. Очікується, що до 2025 року покоління Альфа досягне близько двох мільярдів. Для порівняння, за оцінками ООН, у 2020 році чисельність населення становила близько 7,8 мільярдів, порівняно з 2,5 мільярдами у 1950 році. Станом на 2020 рік, приблизно три чверті всіх людей проживають в Африці та Азії. Насправді, більшість природного приросту населення населення відбувається на цих двох континентах, оскільки країни Європи та Америки, як правило, мають від'ємний приріст.